# Delphine McCarty
 (décembre 2023).
Delphine McCarty, est une humoriste, actrice et photographe française d'origine basque.

## Biographie
Delphine McCarty a vécu dans son enfance au Maroc puis dans sa jeunesse, au Kenya, au Royaume-Uni puis en France. La carrière de Delphine McCarty débute à la télévision. Elle co-anime le Disney Club en 1995 avec Frédéric Joly, puis joue dans des téléfilms policiers. Par la suite, elle tourne à plusieurs reprises dans la série H.
Humoriste par un hasard de parcours, elle joue son premier one woman show mis en scène par Jean-Luc Lemoine, pendant une année au théâtre Le Méry. Ensuite, elle interprète un sketch tous les matins dans l'émission Le Morning sur M6 animée par Pierre Mathieu.
Elle rencontre Éric Théobald et ils décident de travailler ensemble accompagnés de Mickael Quiroga. Le spectacle dure 9 mois au théâtre du Point-Virgule puis reprend au théâtre de Dix heures pendant une année, avec une nouvelle mise en scène d'Élie Semoun.
Elle anime ponctuellement une chronique radio dans l'émission On va tous y passer de Frédéric Lopez, sur France Inter.
En 2009, elle participe au festival de Saint-Orens-de-Gameville lors des soirées Youhumour.
Sportive, elle pratique la boxe et participe à Fort Boyard en 2011.
On la retrouve dans le divertissement de Julien Courbet sur France 2, En toutes lettres, jusqu'en 2011.
En 2013, elle est chroniqueuse dans l'émission Le Claudy Show, le talk show du jeudi soir présenté par Claudy Siar sur France Ô ; elle y retrouve Mickael Quiroga et participe aux introductions humoristiques de chaque numéro.

## Vie privée
Elle est mariée au chef pâtissier Christophe Michalak depuis le 30 août 2013. Elle a deux enfants, Darius né en 2004 et Victor, fils de Christophe Michalak, né en 2014.

## Formation
Théâtre municipal d'Enghien, Théâtre de l'Atelier, Cours Viriot.

## Filmographie

### Cinéma
- 1995 : Le Plus Bel Âge : Brigitte
- 2000 : Baise-moi : la colocataire
- 2000 : La Parenthèse enchantée : Sylvie

### Télévision
- 1994 : Extrême Limite
- 1994 : Rêveuse jeunesse (film TV)
- 1997 : Cassidi et Cassidi: Le démon de midi - Julie
- 1997 : L'Amour dans le désordre - Agnès
- 1998 : Piège à minuit de Gilles Béhat
- 1999 : Crimes en série : Laura Thielmans
- 1999 : Le Cirque (court-métrage)
- 1999 : Les Cordier, juge et flic : Saison 7 - Épisode 3 - Julie Rebach
- 2000 : La Bascule à deux (film TV) - Sylvie Denvers
- 2001 : 72 heures
- 2001 : Largo Winch
- 2001 : Le 17
- 2002 : Crimes en série - Madeleine
- 2002 : H : Saison 4 - Épisode 5 - Mélanie / Blanche-Neige
- 2003 : Diane, femme flic - Sandrine Prêtre
- 2003 : Les Enquêtes d'Éloïse Rome : Saison 3 - Épisode 3 - Julie Coste
- 2004 : La vache qui pleure (court-métrage) - La fille du cinéma
- 2005 : Julie Lescaut, épisode 4 saison 14, Faux semblants d'Alain Wermus : Lorraine
- 2005 : Le Tuteur : Saison 3 - Épisode 3 - Angèle
- 2006 : Le Tuteur : Saison 4 - Épisode 1 - Angèle
- 2007 : Alice Nevers, le juge est une femme : Saison 3 - Épisode 12 - Clémentine Marat
- 2009 : Section de recherches : Saison 4 - Épisode 1 - Camille Leroy
- 2009 : Tongs et paréo - Lucie
- 2009 : Une place à prendre (court-métrage) - Julie
- 2009 : Éternelle : Saison 1 - Épisode 6 - Jessica
- 2010 : JC, l'évangile selon ouïe ouïe dire (pilote 26 min)
- 2010 : Profilage - Philippine
- 2011 : Interpol : Saison 1 - Épisode 6 - Carole Joubert
- 2011 : Nos chers voisins (pilote)
- 2011 : R.I.S Police scientifique : Saison 6 - Épisode 7 - Stéphanie Roussel
- 2012 : Camping Paradis : Saison 4 - Épisode 1 - Marion
- 2012 : L'Homme de la situation
- 2012 : Les parisiennes (pilote)
- 2014 : Joséphine, ange gardien : Saison 15 - Épisode 2 - Charlotte Lambert

### Clips
- 1995 : Un Point C'est Toi de Zazie : Une demoiselle

## Théâtre
- 1994 : Bal-trap de Xavier Durringer, mise en scène de Aziz Belmiloud
- 1994 : La Poule aux œufs d'or de Alexandre Vial, mise en scène Michel Galabru

## Spectacle
- One woman show : Delphine Mc Carty dérape ! au Théâtre de Dix Heures
- La valse des poupées de Delphine Mc Carty et Jean-Luc Lemoine au café-théâtre La Providence et Théâtre Le Méry
- Sketch : La caissière 2 au festival Saint-Orens de Gameville aux soirées Youhumour en 2009

## Publicité
- Publicité Decathlon : Les belles histoires de sport s'écrivent chez Decathlon, Le Judo.
- Petit encas de Jockey (2000)
- Le salon du chocolat 2011.